# Aeon Sportscars
Pour les articles homonymes, voir Aeon.

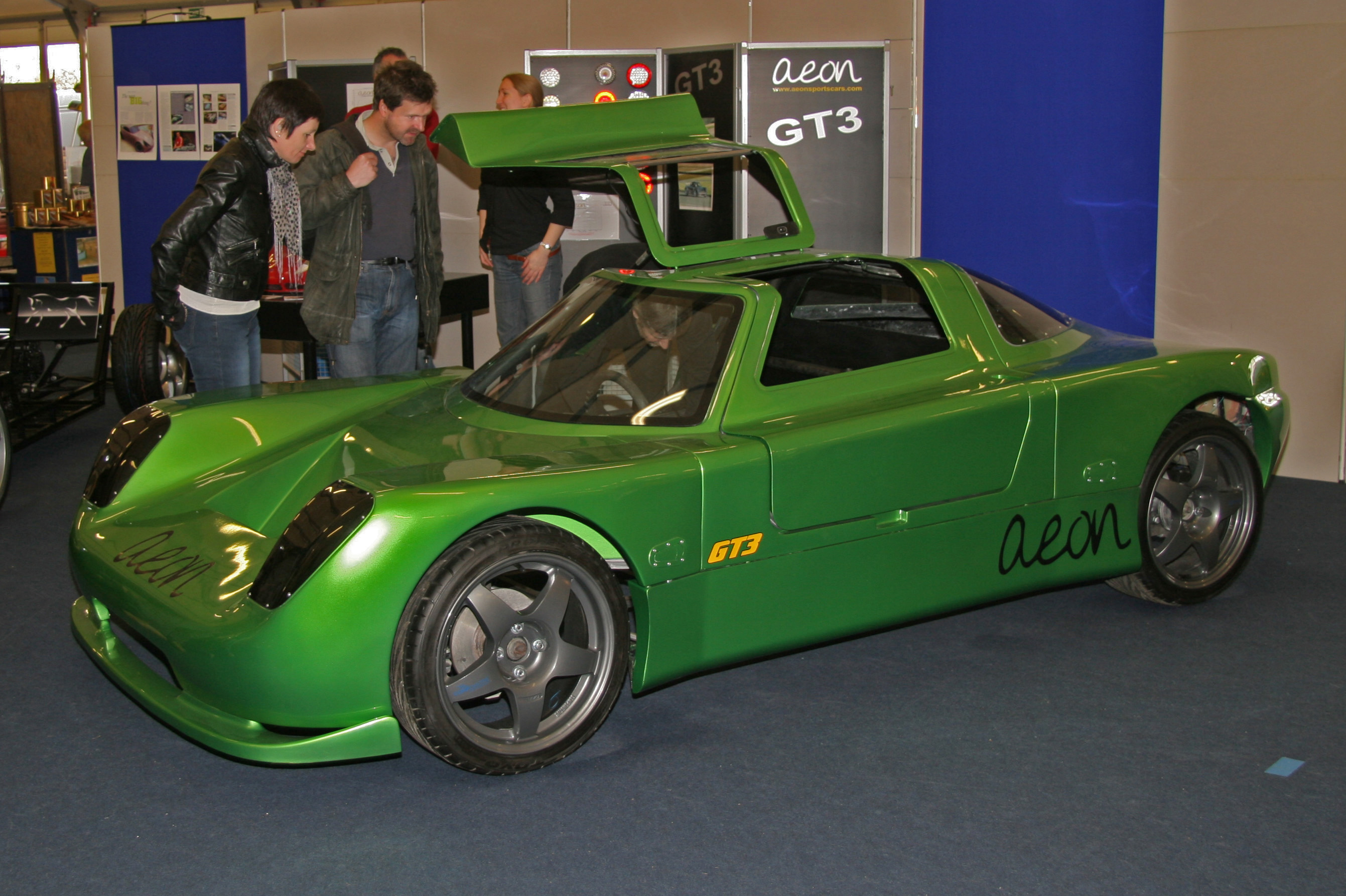
L'Aeon GT3.

Aeon Sportscars est un fabricant anglais de voitures de sport fondé en 2000 par Keith Wood et John Hewitt, siégeant à Tonbridge dans le Kent et notamment connu son modèle: l'Aeon GT3.
L'entreprise fabrique également des répliques de la Lotus Seven et restaure des voitures anciennes.